# Rudolf Otto
Rudolf Otto (Peine, 25 settembre 1869 – Marburgo, 6 marzo 1937) è stato un teologo e storico delle religioni tedesco, il cui pensiero è alla base della filosofia della religione, della psicologia della religione, della sociologia della religione e degli sviluppi più moderni della teologia cristiana.
Pastore luterano, insegnò teologia a Gottinga (1897), Breslavia (1914) e Marburgo (1929), e fu deputato dal 1913 al 1921. La sua opera fondamentale, Il sacro (1917), fu tradotta in italiano dal sacerdote modernista Ernesto Buonaiuti.
Inizialmente interessato all'opera di Albert Ritschl (1822-1889) e al pietismo religioso, Rudolf Otto incontra, nel 1900, lo storico delle religioni svedese Nathan Söderblom (1866-1931) e con esso avvia una ricerca sull'esperienza religiosa espressa dall'umanità nel corso della sua storia. Otto instaurò anche un rapporto con la fenomenologia di Husserl, che aveva letto il suo libro Il sacro.
Il confronto con la severa critica alla religione espressa dal filosofo tedesco Ludwig Feuerbach (1804-1872), lo conduce verso una soluzione neokantiana del tema religioso dove ritiene di scorgere un «fondamento razionale nell'intuizione religiosa».
Nel 1911, dopo un soggiorno in India, la ricerca di Otto volge verso lo studio comparato delle religioni. Nel 1917 pubblica la sua opera più importante, Das Heilige. Über das Irrationale in der Idee des Göttlichen und sein Verhältnis zum Rationalen (Il sacro. L'irrazionale nell'idea del divino e la sua relazione col razionale), dove distingue gli elementi razionali e morali del sacro (tipici della religione moderna e del cristianesimo in particolare), da quelli irrazionali.
Il sacro è inaccessibile, ineffabile e non oggettivabile: per definizione, sfugge alla comprensione della ragione umana.
Gli elementi irrazionali del sacro sono riassunti dal concetto di "numinoso", che comprende tre aspetti:
- Tremendum: il momento terrificante e inquietante del divino, e la percezione della sua sovrana potenza (majestas) che genera nell'uomo un sentimento di inferiorità, di essere creatura, legata anche al Giudizio finale.
- Mysteriosum: l’aspetto sorprendente e incomprensibile, il «totalmente Altro» (ganz Anderes), concetto acquisito dalla teologia negativa d'Agostino d'Ippona[3][4] e poi ripreso non solo da Karl Barth ma addirittura dagli ultimi Theodor Adorno e Max Horkheimer,
- Fascinans: l’aspetto attraente e beatificante del divino, che dà luogo al rapimento mistico, e la percezione del valore in sé (augustum)

Tale sentimento religioso, secondo l’autore, è a priori, ossia non dipende dall’esperienza ma è una predisposizione presente in ogni uomo.
Il sacro è caratterizzato anche dalla contingenza della creaturalità umana che è consapevole di non essere padrona di tutto e di dipendere da qualcuno, da Dio.
Convinto che in ogni esperienza religiosa ci fosse una base comune, studiò a lungo anche le religioni orientali. A lui si deve in gran parte l'interesse crescente della teologia cattolica verso la tradizione luterana, ed alcune sue formulazioni hanno riscosso eco anche nel Concilio ecumenico. Egli distinse fra la sfera delle religioni e quella della magia affermando che nella prima il sacro è un valore indisponibile e dono del divino, mentre nella seconda è assoggettato ai fini umani di previsione del futuro e di controllo.

## Opere tradotte in italiano
- Il sacro: l'irrazionale nella idea del divino e la sua relazione al razionale [Das Heilige], traduzione di Ernesto Buonaiuti, Bologna, N. Zanichelli, 1926  [1917], SBN TO0\0168730.
- Marco Vannini (a cura di), Mistica orientale, mistica occidentale: interpretazione e confronto [West-östliche Mystik], Casale Monferrato, Marietti, 1985  [1926], ISBN 88-211-8520-6.
- Stefano Bancalari (a cura di), Opere, Pisa/Roma, Fabrizio Serra, 2010, ISBN 978-88-6227-193-6.